# Tjark de Vries
Tjark Arno de Vries (Waddinxveen, 17 luglio 1965) è un canottiere olandese.

## Biografia
Ha studiato ingegneria civile all'Università tecnica di Delft ed è stato membro club remistico Delftsche Studenten Roei Vereeniging "Laga".
È stato nazionale di canottaggio per diversi anni ed ha partecipato a diverse competizioni internazionali.
Ha rappresentato i Paesi Bassi ai Giochi olimpici estivi di Seul 1988, classificandosi nono nei quattro senza. L'equipaggio comprendeva Johan Leutscher e i fratelli Sven e Ralph Schwarz.
Si è ritirato dalle competizioni agonistiche nel 1990. In seguito ha iniziato a lavorare nel settore della cantieristica ferroviaria. Nel 1999 ha costituito la filiale olandese della società di costruzioni ferroviarie tedesca Spitzke, poi diventata un'azienda con più di cento dipendenti e un fatturato annuo di 60 milioni.